# Hedwig and the Angry Inch (Musical)
Hedwig and the Angry Inch ist ein mit zahlreichen Preisen ausgezeichnetes US-amerikanisches Off-Broadway-Rock-Musical aus dem Jahr 1998 über eine erdachte Rock-’n’-Roll-Band mit einer Ost-Berliner Dragqueen als Sänger. Musik und Gesangstexte stammen von Stephen Trask, das Buch von John Cameron Mitchell. Das Musical wurde im Jahr 2001 mit der Besetzung der Off-Broadway-Premiere unter demselben Titel verfilmt. Regie führte John Cameron Mitchell, das Drehbuch schrieben John Cameron Mitchell und Stephen Trask.
2014 hatte es Premiere am Broadway mit How I Met Your Mother-Star Neil Patrick Harris in der Hauptrolle als Hedwig. Diese Inszenierung gewann 2014 vier Tony Awards.

## Handlung
Die „weltweit ignorierte Chanteuse“ Hedwig, die als Rock-and-Roll-Drag-Queen mit Ehemann Yitzhak und Band durch Amerika reist, erzählt dem Publikum ähnlich einer Psychotherapie ihre Geschichte.
In Ostberlin „auf der falschen Seite der Mauer“ aufgewachsen, lässt sich der androgyne Hansel Schmidt aus Liebe zu dem GI Luther in eine Frau (eben Hedwig) verwandeln, um durch Heirat aus der DDR zu kommen. Doch die Geschlechtsumwandlung läuft katastrophal schief: Das Messer des betrunkenen Chirurgen erweist sich als so stumpf wie das Leben, aus dem Hansel zu entkommen versucht. Zurück bleibt jener titelgebende „Angry Inch“ – ein „zorniger Zoll“, der Hedwig daran erinnert, dass sie vielleicht niemals ganz zu einer Seite gehören wird.
Den 9. November 1989 erlebt Hedwig mittellos und von ihrem „Sugar Daddy“ verlassen in einem heruntergekommenen Trailerpark in Kansas. Während sich in ihrer ehemaligen Heimat die Wiedervereinigung vollzieht, ist Hedwig von ihrer inneren Einheit und geschlechtlichen Identität weit entfernt. Bei einem der Babysitter-Jobs, mit denen sie sich über Wasser hält, lernt sie einen pickligen Jungen namens Tommy Speck kennen, ein Jesus-Freak, dem sie alles über Musik und Entertainment beibringt.
Sie gibt ihm den Künstlernamen „Tommy Gnosis“ und schreibt für ihn im ranzigen Wohnwagen nun Songs, die den Geist des Glam Rocks der 70er Jahre atmen und von der Suche nach Liebe und Erfüllung handeln. Das scheinbare Glück währt jedoch nicht lange, und Hedwig wird erneut betrogen. Tommy Gnosis lässt sie sitzen und sich mit den gestohlenen Songs als Superstar feiern. Für Hedwig und ihre zusammengewürfelte Band bleibt dagegen nur der schale Abklatsch einer Low-Budget-Tour; der Tour von Tommy Gnosis folgend, die sie auch in das aufführende Theater führt.

## Songs
Die Musik und Gesangstexte stammten ursprünglich von Stephen Transk. Die deutsche Fassung des Musicals wurde durch Roman Hinze und Johannes von Matuschka übersetzt.
| Original           | Deutsch                  |
| ------------------ | ------------------------ |
| Tear Me Down       | Reiss mich ein           |
| The Origin of Love | Bevor die Liebe entstand |
| Sugar Daddy        | -                        |
| The Angry Inch     | -                        |
| Wig in a Box       | Perücke in der Box       |
| Wicked Little Town | Böse kleine Stadt        |
| The Long Grift     | Unterm Strich            |
| Hedwig’s Lament    | Hedwigs Klage            |
| Exquisize Corpse   | Wunderschöner Leichnam   |
| Midnight Radio     | -                        |

## Produktionen
Viele bekannte US-amerikanische Schauspieler haben Hedwig auf der Bühne verkörpert:
- Michael Cerveris, Gewinner des Tony Award
- Ally Sheedy, Ex-Mitglied des Brat Pack
- Gene Dante
- Anthony Rapp und Nick Garrison, Stars des Musicals Rent
- der australische Musiker und Schauspieler iOTA
- Darren Criss aus der Erfolgsserie Glee

Andere Erwähnenswerte sind Chip Joyce und Glam-Rocker Donovan Leitch, Jr., der Sohn des Folkmusikers Donovan.
Jinkx Monsoon, Gewinner der 5. Staffel des RuPaul’s Drag Race, stellte Hedwig in der Seattle-Produktion 2013 dar.

### Off-Broadway
Am 14. Februar 1998 hatte Hedwig and the Angry Inch im Jane Street Theatre Off-Broadway-Premiere. Es lief dort bis zum 9. April 2000 und endete nach 857 Aufführungen. Regie führte Peter Askin, Musical Staging von Jerry Mitchell mit John Cameron Mitchell als Hedwig und Miriam Shor als Yitzhak. Das Theater lag im Tanzsaal des Hotel Riverview , in dem auch die überlebende Besatzung der Titanic untergebracht worden war (was in der Original-Produktion auch reflektiert wurde).
Nach John Cameron Mitchell wurde Hedwig von Michael Cerveris, Donovan Leitch, Jr., Ally Sheedy, Kevin Cahoon und Matt McGrath verkörpert.
Diese Produktion gewann den Obie Award 1998 mit Besonderer Erwähnung für Stephen Trask und das Ensemble und den Outer Critics Circle Award als Bestes Off-Broadway-Musical.

### USA
Im Sommer 2012 ließ die Produktion im Boxcar Theatre in San Francisco Hedwig von zwölf männlichen und weiblichen Schauspielern unterschiedlicher Ethnien darstellen, in jeder Show eine andere. Die Produktion wurde im Dezember 2012 wiederaufgeführt und lief bis August 2013, diesmal mit acht Schauspielern als Hedwig pro Abend.
Im Juni 2013 spielten JJ Parkey (Hedwig) und Ruthie Stephens (Yitzhak) in der Short North Stage Production in Columbus (Ohio).
Nach einer erfolgreichen Spielzeit 2013 und einem Neujahrs-Auftritt zeigte Roxy Theatricals Hedwig and the Angry Inch vom 17. Januar bis 1. Februar 2014 im Legacy Theatre in Springfield (Illinois).

### Broadway-Premiere
Neil Patrick Harris spielte als erster die Hauptrolle in der ersten Broadway-Produktion im Belasco Theatre. Lena Hall, Star des Musicals Kinky Boots, spielt Yitzhak, Hedwigs Ehemann. Die erste Preview fand am 29. März 2014 statt. Ab dem 20. August 2014 löste der Schauspieler Andrew Rannells Harris ab, ab dem 16. Oktober 2014 übernahm Schauspieler Michael C. Hall und seit Ende April 2015 spielt Schauspieler Darren Criss Hedwig. Regisseur ist Michael Mayer, Musical Staging von Spencer Liff.

### Großbritannien
Am 19. September 2000 wurde Hedwig and the Angry Inch im West End am Playhouse Theatre uraufgeführt, mit Michael Cerveris in der Hauptrolle. Das Stück wurde bis zum 4. November 2000 aufgeführt.
Rose Tinted Productions zeigte 2004 die Atrocity Tour mit den Stationen
- 30. April bis 15. Mai 2004 beim Brighton Fringe Festival
- 25. Juli 2004 im Sussex Arts Club, Brighton
- 6. August bis 14. August 2004 beim Edinburgh Fringe Festival, Venue 231, 1/4 rm@Greenside (Sub Sanctuary), Greenside Church, Royal Terrace, Edinburgh, EH7 5AB[14]

mit Matthew Tapscottals als Hedwig, Mel Farmery als Yitzhak und The Angry Inch: Steve Lockwood als Skszp (Bass), Lee Farmery als Schlatko (Schlagzeug), Tesco als Jacek (Gitarre), Stu als Krzyzhtof (Gitarre), Marcus Lane als Hlava (Keyboard) und John Lynch: Artistic Director und Produzent, Paul Howse: Lichtdesign, Jim Craig: Stage Manager, Steve Lockwood: Regie, Leanne Edwards: Choreographie, Wanda MacRae: Maske, Pete Mathers: Ton
Janus Theatre Company zeigte zwischen 2005 und 2006 die Little Towns Tour mit den Stationen
- 8. Oktober 2005 im New Greenham Arts, Newbury, Berkshire
- 13. bis 15. Oktober 2005 im Mill Studio, Yvonne Arnaud Theatre, Guildford (Surrey)
- 23. Oktober 2005 im Sussex Arts Club, Brighton (Sussex)
- 29. Oktober 2005 im South Street Theatre, Reading (Berkshire)
- 14. Januar 2006 im Yvonne Arnaud Theatre, Guildford (Surrey)

mit Nick D. Garrisson als Hedwig (Garrisson spielte Hedwig auch in Chicago, San Francisco und 2002 und 2004 in Seattle. Er gewann dafür den Joseph Jefferson Award for Best Actor) und Maggie Bartlet als Yitzhak, The Angry Inch: Steve Lockwood als Skszp (Bass), Mark Dean als Schlatko (Schlagzeug), Michel Davis als Jacek (Gitarre), Tony Marchant als Krzyzhtof (Gitarre), Marcus Lane als Hlava (Keyboard).
Im Rahmen des Edinburgh Fringe Festival 2010 wurde Hedwig and the Angry Inch am George Square Theatre in Edinburgh (Schottland) aufgeführt.

### Italien
Die britische Atrocity Tour führte 2004 auch nach Italien:
- 3. November bis 14. November 2004 im Teatro Ariberto, Mailand

mit gleichem Ensemble, aber abweichend mit Alessio Rombolotti und Helen Merill NYC: Produzent und Simone Stucchi: Ton

### Kanada
In Kanada wurde Hedwig and the Angry Inch im April 2003 in parallelen Produktionen in Edmonton und Vancouver erstaufgeführt.
- Vom  1. April bis 27. April zeigte The Theatre Network in Edmonton Hedwig and the Angry Inch mit Michael Scholar Jr. als Hedwig und Rachael Johnston als Yitzhak, unter der Regie von Bradley Moss.
- Vom 4. April bis 7. Juni zeigte das Hoarse Raven Theatre in Vancouver Hedwig and the Angry Inch mit Greg Armstrong-Morris als Hedwig und Meghan Gardiner als Yitzhak, unter der Regie von Michael Fera.

2007 zeigte Pickled Productions eine ausverkaufte Hedwig.
2009 zeigte Ghost Light Projects Hedwig and the Angry Inch in Toronto.

### Österreich
In Österreich wurde Hedwig and the Angry Inch am 23. März 2006 im Metropol Wien erstaufgeführt.
(Andreas Bieber als Hedwig und Anke Fiedler als Yitzak, Regie und Kostüme: Torsten Fischer, Hedwigs Band: Schlagzeug: Markus Adamer; Bass: Matthias Petereit; Gitarre: Harry Peller; Gitarre und Keyboard: Bernhard Wagner, deutsche Übersetzung: Gerd Köster und Herbert Schäfer)
Am 21. November 2015 wurde es auch in der BlackBox des Musiktheaters Linz inszeniert. Hedwig wird von Riccardo Greco verkörpert, Yitzhak von Ariana Schirasi-Fard. Aufgrund der großen Nachfrage wurde es mehrere Male verlängert und stand bis 2019 auf dem Programm und feierte mit einer ausverkauften Sonderaufführung im Großen Saal des Musiktheaters Linz Derniere.
Von Januar 2023 bis Oktober 2024 im Vindobona Wien als konzertante Aufführung mit Drew Sarich als Hedwig und Ann Mandrella als Yitzhak unter der Regie von Werner Sobotka. 

### Deutschland
Hedwig and the Angry Inch wurde mehrfach in Deutschland gezeigt: 1999 und 2018 in Köln, 2002, 2013 und 2014 in Berlin sowie 2008, 2009, 2010, 2011 und 2017 in Frankfurt am Main, 2014 in Bremen, 2017 in Kassel, 2022 in Gelsenkirchen, Hannover und Annaberg-Buchholz sowie 2023 in Fürth als auch Leipzig. Das Renaissance-Theater in Berlin führt Hedwig and the Angry Inch regelmäßig mit Sven Ratzke in der Hauptrolle auf.
Köln
- 10. September 1999 Premiere in der Halle Kalk unter der Regie von Torsten Fischer. Gerd Köster hat das Stück zusammen mit Bühnenbildner Herbert Schäfer übersetzt und spielt die Titelrolle. Frank Hocker übernahm die musikalische Leitung und spielte den Gitarristen „Skshp“. 70 Vorstellungen, Gastspiel beim Theaterfest in Berlin.

Berlin
- 3. Oktober 2002 bis 20. November 2002 im Glashaus der Arena Berlin[23] Drew Sarich als Hedwig (Mischa Mang alternierend), Regie: Rhys Martin
- 30. Mai 2013 bis 31. August 2013 im Admiralspalast Klub[24] (Sven Ratzke als Hedwig, Regie: Guntbert Warns)
- 17. September 2014 bis 20. September 2014 im BKA Theater Berlin[25][26]
- 28. bis 29. Mai 2022, 17. bis 19. Juni 2022, 27. bis 29. September 2022, 27. bis 29. Oktober 2022, 28. bis 30. Dezember 2022, 27. bis 30. April 2023, 19. bis 21. Mai 2023 im Renaissance-Theater Berlin, mit Sven Ratzke als Hedwig, Regie: Guntbert Warns.[27]

Frankfurt
- Februar 2008: mit Nigel Francis als Hedwig
- 20. November 2009 bis 20. Dezember 2009 im Sinkkasten[28]
- 20. November 2010 bis 8. Januar 2011 im Nachtleben[29]
- 19. August 2011 bis 21. August 2011 im Neues Theater Höchst[30] (Nigel Francis als Hedwig, Diana Nagel als Yitzak)
- 22. September 2017 bis 12. August 2018 in der Brotfabrik (Frankfurt am Main)[31] mit Michael Kargus als Hedwig und Kathrin Hanak als Yitzhak. Die Regie führte Thomas Heep. Die musikalische Leitung unterliegt Dean Wilmington.

Bremen
- In der Schwankhalle in Bremen hatte am 19. Juni 2014 eine deutsche Adaption von Hedwig and the Angry Inch Premiere[32][33] mit Pascal Nöldner als Hedwig, Birgit Corinna Lange als Yitzhak und Band Carsten Sauer (Keyboard), Denni Fischer (Bass), Keule (Gitarre) und Norman Karlsen (Schlagzeug), Regie: Nomena Struß, deutsche Übersetzung: Rüdiger Bering und Wolfgang Böhmer in einer Produktion der Schwankhalle Bremen.

Kassel
- 26. Mai 2017 bis 16. Juli 2017 im Studio Lev Kassel.[34] Mit Andreas Bieber als Hedwig und Alice Macura als Yitzhak. Regie: Philipp Rosendahl.

Gelsenkirchen
- 5. Februar 2022 bis 8. Mai 2022 im Kleinen Haus des Musiktheater im Revier mit Alex Melcher als Hedwig und Nina Janke als Yatzhak in einer Inszenierung von Carsten Kirchmeier.[35]

Aufführungen nach der neuen Übersetzung
- In Sachsen[36][37] ist Hedwig and the Angry Inch seit 2022 mit unterschiedlichen Auftrittsorten als erste Produktion in Deutschland unterwegs, die die neue Übersetzung von Roman Hinze und Johannes von Matuschka spielen. Hierbei ist Amy in der Hauptrolle als Hedwig besetzt.
- Im Mai als Premiere und Juni 2022 in der Alten Brauerei e. V. in Annaberg-Buchholz mit Tanja Beutenmüller als Yitzhak in einer Inszenierung von Jens Daryousch Ravari
- Am 3. Juli 2022 in der Waggonhalle in Marburg
- März bis Dezember 2023 im Kulturforum Fürth mit Tanja Beutenmüller als Yitzhak
- November 2023 in der Moritzbastei Leipzig mit Clara Marie Hendel als Yitzhak
- 18.01.2025 bis 27.05.2025 im Großen Haus (Vorbühne) des Theater Hof mit Cornelia Löhr als Yitzhak; Inszenierung, Ausstattung und Video von Timo Radünz; Musikalische Leitung durch Michael Falk
- 22.05.2025 Gastspiel im Rosenthal-Theater Selb

### Australien
Showtune Productions schickte Hedwig and the Angry Inch vom 8. Oktober 2008 bis 18. November 2008 auf Tour durch Australien, mit dem australischen Musiker und Schauspieler iOTA als Hedwig und Blazey Best als Yitzhak, Regie: Craig Ilott, Musikregie: Tina Harris, Choreographie: Kelley Abbey, Bühnenbild: Nick Dare, Lichtdesign: Stephen Hawker, Illustrationen: Nick Jones

### Puerto Rico
Eine spanischsprachige Adaption von Hedwig and the Angry Inch wurde im Sommer 2010 in San Juan, Puerto Rico gezeigt. Gil René spielte Hedwig, Band: Simples Mortales.

### Tschechische Republik
Das englischsprachige Theater Akanda aus Prag zeigte im Frühling 2010 Hedwig and the Angry Inch im Iron Curtain Club mit Jeff Fritz als Hedwig und Uliana Elina als Yitzhak. Im Juli 2011 wurde diese Inszenierung an der Bangkok University gezeigt.

### Brasilien
Im August 2010 hatte eine portugiesische Adaption von Hedwig and the Angry Inch (Hedwig e o centímetro enfurecido) Premiere in Rio de Janeiro. Zum ersten Mal standen hier zwei Hedwigs gleichzeitig auf der Bühne, mit Paulo Vilhena und Pierre Baitelli als Hedwig, Eline Porto als Yitzhak, Band Alexandre Griva: Schlagzeug, Fabrizio Iorio: Keyboards, Patrick Laplan: Bass und Pedro Nogueira: Gitarre. Übersetzung von Jonas Calmon Klabin, Regie: Evandro Mesquita, Musikregie: Danilo Timm und Evandro Mesquita.
Previews wurden vom 10. August 2010 bis 3. September 2010 gezeigt. Die Show lief vom 15. September bis 6. November 2010 mit insgesamt 46 Aufführungen. Am 26. August 2011 wurde die gleiche Production in São Paulo wiederaufgeführt und lief bis 16. Oktober 2011 mit insgesamt 25 Aufführungen, diesmal mit Pierre Baitelli und Felipe Carvalhido als Hedwig, Eline Porto als Yitzhak, Diego Andrade: Schlagzeug, Fabrizio Iorio: Keyboards, Melvin Ribeiro: Bass und Pedro Nogueira: Gitarre.
Diese Produktion wurde für mehrere brasilianische Theaterpreise nominiert:
Prêmio Shell de Teatro
- Nominiert für Besten Hauptdarsteller (Pierre Baitelli)
- Nominiert für Musicalregie (Danilo Timm and Evandro Mesquita)

Prêmio Arte Qualidade Brasil
- Gewinner Bester Hauptdarsteller (Pierre Baitelli)
- Nominiert für Beste Produktion (Oz)
- Nominiert für Besten Regisseur (Evandro Mesquita)
- Nominiert für Beste Hauptdarstellerin (Eline Porto)

Prêmio Contigo de Teatro
- Nominiert für Bestes Musical in einer brasilianischen Adaptation.

Vom 4. April 2012 bis 22. April 2012 spielte dieselbe Produktion wieder in Rio de Janeiro und vom 26. April bis 29. April 2012 in Curitiba mit insgesamt 16 Aufführungen. Am 24. November 2012 spielte John Cameron Mitchell ein Konzert gemeinsam mit dem Brasilianischen Hedwig-Ensemble und Gästen. In Rio folgten zwei weitere Aufführungen am 23. November 2012 und 25. November 2012 und vier Aufführungen in Fortaleza am 29. November, 30. November, 1. Dezember und 2. Dezember 2012.

## Verfilmung
Das Musical wurde im Jahr 2001 unter demselben Titel verfilmt. Regie führte John Cameron Mitchell, das Drehbuch schrieben John Cameron Mitchell und Stephen Trask. Die Darsteller waren dieselben wie in der Off-Broadway-Premiere:
- John Cameron Mitchell: Hedwig Robinson/Hansel
- Miriam Shor: Yitzhak

## Fortsetzung
Am 11. Juni 2014 veröffentlichte crewmagazine.com ein Interview mit John Cameron Mitchell, in dem dieser bestätigte, dass Stephen Trask und er schon seit Jahren hin und wieder an einer Fortsetzung von Hedwig arbeiten würden. Bisher gebe es aber erst einen guten Entwurf und nur wenige Songs. Am 17. Februar 2015 gab man bekannt, dass Darren Criss die Rolle des Hedwig spielen wird.

## Preise und Nominierungen
Die Original-Produktion gewann 1998 einen Village Voice Obie Award und den Outer Critics Circle Award for Best Off-Broadway Musical.
Die Broadway-Inszenierung 2014 erhielt acht Tony-Award-Nominierungen:
- Tony Award/Beste Wiederaufnahme eines Musicals
- Tony Award/Beste Musicalregie
- Tony Award/Bester Hauptdarsteller in einem Musical
- Tony Award/Beste Nebendarstellerin in einem Musical
- Tony Award/Bestes Lichtdesign (Musical)
- Tony Award/Bestes Bühnenbild (Musical) (Julian Crouch)
- Tony Award/Bestes Sounddesign (Musical) (Tim O’Heir)
- Tony Award/Bestes Kostümdesign (Musical) (Arianne Phillips)

Sie gewann 2014 vier Tony Awards:
- Tony Award/Bester Hauptdarsteller in einem Musical (Neil Patrick Harris)
- Tony Award/Beste Nebendarstellerin in einem Musical (Lena Hall)
- Tony Award/Bestes Lichtdesign (Musical) (Kevin Adams)
- Tony Award/Beste Wiederaufnahme eines Musicals (Hedwig and the Angry Inch)

## Plattenaufnahmen
- 1998 Ensemble des Original off-Broadway
- 2001 Film-Soundtrack
- 2002 Wig (Ensemble des Cleveland Public Theatre)
- 2003 Wig in a Box (Tribute Album)
- 2004 Ensemble der UK Atrocity Tour
- 2005 Koreanisches Original-Ensemble
- 2005 Ensemble Peru (Hedwig Y la Pulgada Furiosa)
- 2006 Ensemble Korea
- 2006 Australisches Original-Ensemble
- 2014 Ensemble Original Broadway

## Fangemeinde
Fans von Musical und Film bezeichnen sich selbst als „Hedheads“. In Korea und Japan traten einige Teenie-Idole und bekannte Schauspieler als Hedwig auf und inspirierten so etliche weibliche Hedheads.

## Songcover

### Wig in a Box
2003 veröffentlichte Off Records von Chris Slusarenko das Album Wig in a Box, ein Benefiz-Tributealbum, das die Mythologie um Hedwig auch um neues Material erweiterte.
Beteiligte Musiker waren u. a. Frank Black und The Breeders. Slusarenko sagte später, dass Kim Deal von The Breeders sich bei ihm nach Frank Black erkundigte, ihrem ehemaligen Bandkollegen bei den Pixies. Die beiden hatten seit der Auflösung der Band 1993 praktisch nicht mehr miteinander gesprochen. Bald danach nahmen die beiden wieder Kontakt zueinander auf. Die Pixies waren im nächsten Frühjahr wieder vereinigt.
Weitere an Wig in a Box beteiligte Bands waren Yo La Tengo featuring Yoko Ono, Sleater-Kinney featuring Fred Schneider (The B-52s), Jonathan Richman, Rufus Wainwright, The Polyphonic Spree, Spoon, Imperial Teen, Bob Mould, Cyndi Lauper with The Minus Five (featuring Peter Buck R.E.M.), The Bens (Ben Folds, Ben Lee und Ben Kweller), They Might Be Giants und Robyn Hitchcock. Trask und Mitchell ergänzten Wig in a Box um einen bis dahin unfertigen Tommy-Gnosis-Song, der aus der Entstehungszeit des Musicals übriggeblieben war. Comedian Stephen Colbert rezitierte die gesprochene Einleitung zu Tear Me Down.
Die Erlöse dieses Albums gingen ans Hetrick-Martin Institute, Heimat der Harvey Milk High School, eine überwiegend, aber nicht ausschließlich homosexuellen, bisexuellen und transsexuellen Jugendlichen vorbehaltene High School im East Village, New York City, die in anderen High Schools oder Zuhause Diskriminierung und Gewalt erfahren hatten und Gefahr laufen, die Ausbildung nicht zu beenden.
Follow My Voice: With the Music of Hedwig, ein Dokumentarfilm über die Entstehung von Wig in a Box, porträtierte Studenten der Harvey Milk School. Regie führte Katherine Linton. Der Film wurde vom Sundance Channel produziert und ist auf DVD erhältlich.

### Type O Negative
Angry Inch wurde 2003 von der Alternative-Metal-Band Type O Negative auf ihrem Album Life Is Killing Me gecovert.

### Meat Loaf
Im gleichen Jahr coverte Meat Loaf Tear Me Down auf seinem Album Couldn’t Have Said It Better. Dabei veränderte er den Text des Songs (insbesondere den gesprochenen Teil über die Berliner Mauer) so, dass sein Song von Texas und seinem eigenen Leben handelte.

### Lord of the Lost
Die deutsche Dark-Rock-Band Lord of the Lost coverte Wig in a Box auf ihrem am 29. Dezember 2023 erschienenen Cover-Album Weapons of Mass Seduction.

### Weitere
- Pirate in a Box von Lemon Demon, einer der Bonustracks auf Damn Skippy, ist eine Parodie auf Wig In a Box.
- Ben Jelen coverte Hedwigs Version von Wicked Little Town auf seinem Album Give It All Away aus 2004.
- Future Kings of Spain coverten Angry Inch für die B-Seite ihrer Single Hanging Around aus 2003.
- Dar Williams, eine College-Freundin des Komponisten Stephen Trask, coverte Midnight Radio auf ihrem Album Promised Land aus 2008.
- Riverdale inkludierte in der vierten Staffel der Fernsehserie eine Episode (Episode 4x17), in welcher ausgewählte Songs des Musicals gecovert wurden.